# Liste der Baudenkmäler in Atting

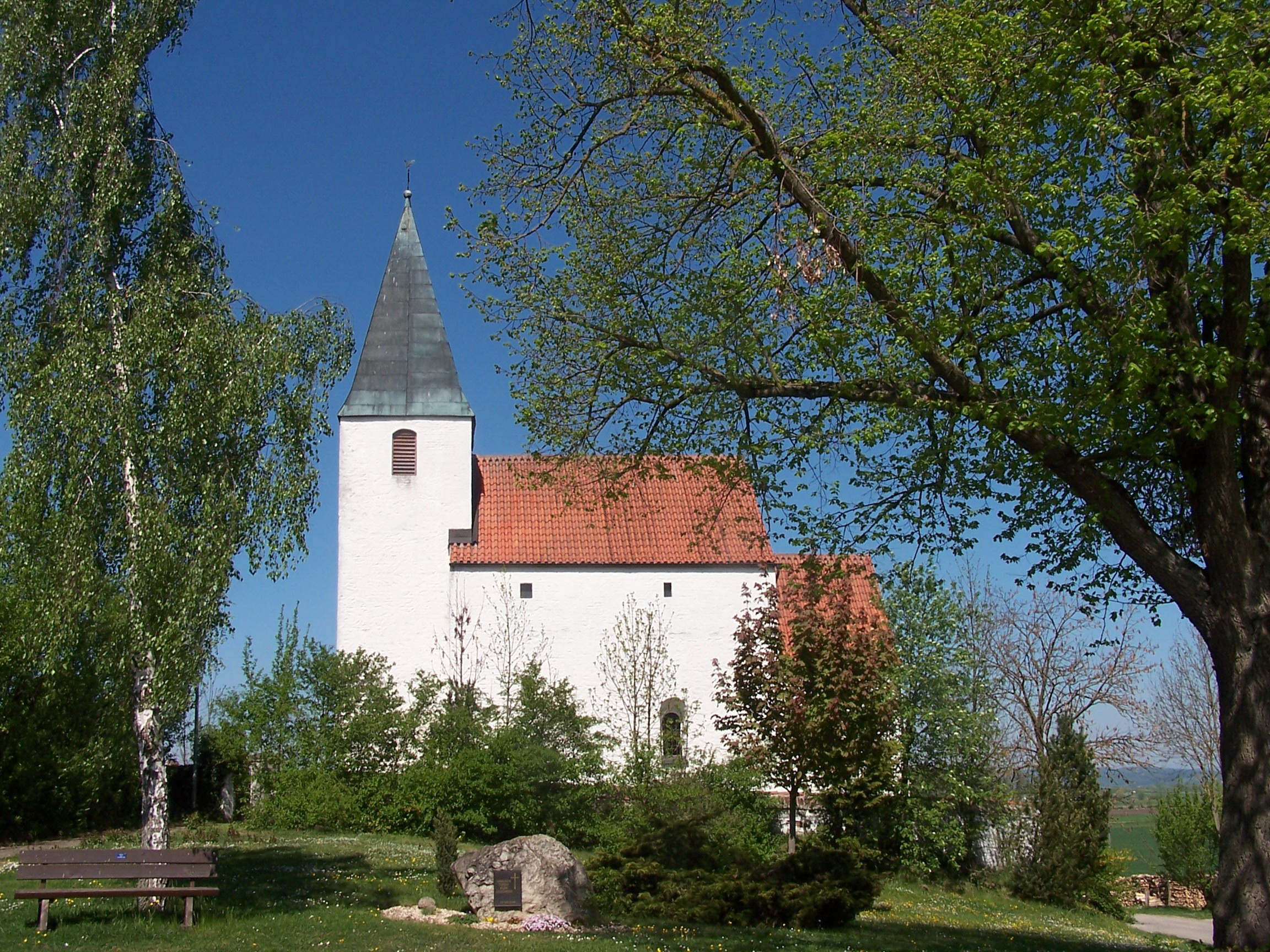
Rinkam: Wehrkirche St Johann

Auf dieser Seite sind die Baudenkmäler in der niederbayerischen Gemeinde Atting zusammengestellt. Diese Tabelle ist eine Teilliste der Liste der Baudenkmäler in Bayern. Grundlage ist die Bayerische Denkmalliste, die auf Basis des Bayerischen Denkmalschutzgesetzes vom 1. Oktober 1973 erstmals erstellt wurde und seither durch das Bayerische Landesamt für Denkmalpflege geführt wird. Die folgenden Angaben ersetzen nicht die rechtsverbindliche Auskunft der Denkmalschutzbehörde.

## Baudenkmäler nach Ortsteilen

### Atting
| Lage                                               | Objekt                                     | Beschreibung | Akten-Nr.             | Bild                 |
| -------------------------------------------------- | ------------------------------------------ | --- | --------------------- | -------------------- |
| Hauptstraße 28 (Standort)                          | Ehemaliges Schulhaus                       | Dreigeschossiger und giebelständiger Satteldachbau mit Putzgliederung, bezeichnet mit 1820 und 1892 Stallstadel, Satteldachbau, erste Hälfte 19. Jahrhundert                                                                                    | D-2-78-117-1 Wikidata | Ehemaliges Schulhaus |
| Hauptstraße 31 (Standort)                          | Katholische Pfarrkirche Mariae Himmelfahrt | Chor spätgotisch, Langhaus 1859; mit Ausstattung; ehemalige Seelenkapelle im Friedhof, um 1700; Marienfigur an der Kirche, Sandstein, um 1620 Steinrelief an der Friedhofsmauer, Beweinung Christi, Ende 16. Jahrhundert (nicht mehr vorhanden) | D-2-78-117-2 Wikidata | weitere Bilder       |
| Hauptstraße 33 (Standort)                          | Pfarrhaus                                  | Mit Schopfwalmdach, zweite Hälfte 18. Jahrhundert Hierzu verschalter Stadel in Ständerriegelbauweise mit Halbwalmdach, zweite Hälfte 18. Jahrhundert                                                                                            | D-2-78-117-3 Wikidata | weitere Bilder       |
| Oberkirchenweg, auf dem Weg nach Rinkam (Standort) | Bildstock                                  | Das Oberteil eines zerstörten Bildstockes mit Relief der Kreuzigung und Schweißtuch der Veronika. Bezeichnet mit „1627“. In der Nische der gemauerten Säule Rokokopieta in hübschem Glaskästchen                                                | D-2-78-117-4 Wikidata | Bildstock            |

### Rinkam
| Lage                     | Objekt                                  | Beschreibung                                                         | Akten-Nr.    | Bild           |
| ------------------------ | --------------------------------------- | -------------------------------------------------------------------- | ------------ | -------------- |
| Ringstraße 16 (Standort) | Romanische doppelgeschossige Wehrkirche | 13. Jahrhundert; mit Ausstattung Kirchhofsmauer, 16./17. Jahrhundert | D-2-78-117-5 | weitere Bilder |

### Wallmühle
| Lage                   | Objekt | Beschreibung                                                                         | Akten-Nr.             | Bild |
| ---------------------- | ------ | ------------------------------------------------------------------------------------ | --------------------- | ---- |
| Wallmühle 1 (Standort) | Mühle  | Mühlgebäude, mit Halbwalmdach, Ende 18. Jahrhundert Hofkapelle, Ende 18. Jahrhundert | D-2-78-117-6 Wikidata | BW   |